# Ashantina
Ashantina är ett släkte av tvåvingar. Ashantina ingår i familjen vapenflugor.
Kladogram enligt Catalogue of Life:
| Ashantina | \| \| Ashantina antennata \| \| \| \| \| \| Ashantina dubia \| \| \| \| |
|           | \| \| Ashantina antennata \| \| \| \| \| \| Ashantina dubia \| \| \| \| |
|           | Ashantina antennata                                                     |
|           |                                                                         |
|           | Ashantina dubia                                                         |
|           |                                                                         |